# Parvicrepis parvipinnis
 Parvicrepis parvipinnis  — вид риб родини Присоскоперові (Gobiesocidae).

## Поширення
Вид зустрічається в узбережних водах на півдні Австралії на північ до Сіднея.

## Опис
Тіло завдовжки до 3 см. Риби зеленого забарвлення з жовтими, коричневими та темно-зеленими плямами.